# KS Gramozi Erseka
Der Klubi Sportiv Gramozi Erseka ist ein albanischer Fußballverein in der Stadt Erseka, der aktuell in der Kategoria e tretë, der dritthöchsten Liga, spielt. Seine Heimspiele absolviert der Verein im Fusha Sportive. 
Der Präsident des Vereins KS Gramozi Erseka ist Ilir Qirjako.

## Geschichte
In der Saison 2008/09 spielte der Verein erstmals in der Kategoria e parë, der zweithöchsten albanischen Liga. Bei Saisonende war der Verein auf dem vierten Tabellenplatz. Dank eines Sieges im Relegationsspiel gegen KS Bylis Ballsh gelang gleich der Aufstieg in die höchste Liga, die Kategoria Superiore. Da der Verein die Saison allerdings als Tabellenletzter beendete, musste er 2010 wieder absteigen. Im zweiten Jahr der Zweitklassigkeit wurde man in der Liga nur Vierzehnter und musste somit in die Abstiegsrelegation. Dort unterlag man Naftëtari Kuçovë daheim mit 1:2 und spielt somit 2012/13 nur noch in der dritten Liga. In der Saison 2021/22 stieg man nach einer schwachen Saison in die Kategoria e tretë ab.
Am 20. Januar 2010 spielte Gramoz in Tirana ein Freundschaftsspiel gegen Real Madrid. Möglich gemacht wurde dies durch den reichen Club-Besitzer Rezart Taçi, Eigentümer von Taçi Oil.

## Bekannte Spieler
- Aleksandr Trajanofski
- Leonardo Martins
- Ardit Shaqiri
- Leandro Da Silva
- Olivera Rodriguez
- Marko do Santos